# Migliori prestazioni italiane nei 200 metri piani

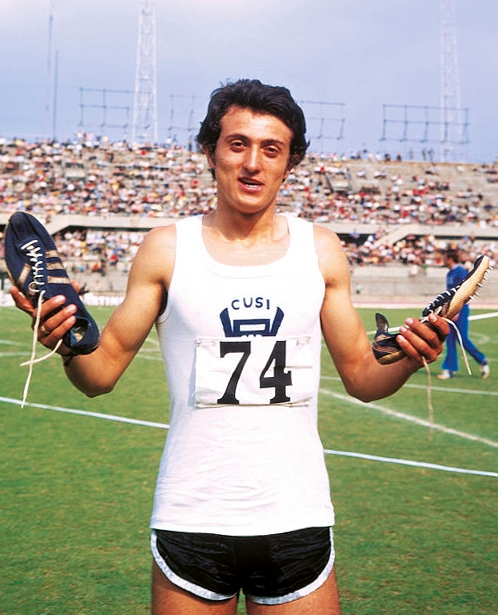
Pietro Mennea, primatista italiano dei 200 m con 19"72, tempo che rappresenta il record europeo ed ex record mondiale della distanza

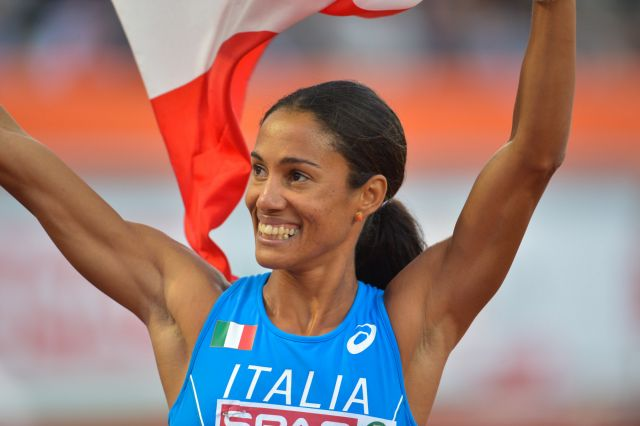
Libania Grenot, primatista italiana dei 200 m dal 2016

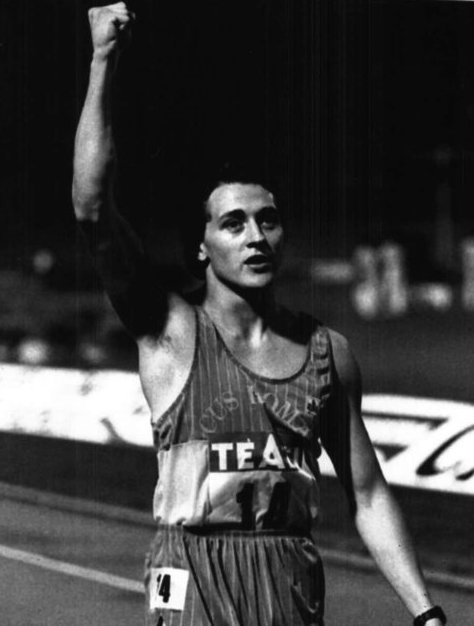
Stefano Tilli, detentore del record indoor dei 200 m

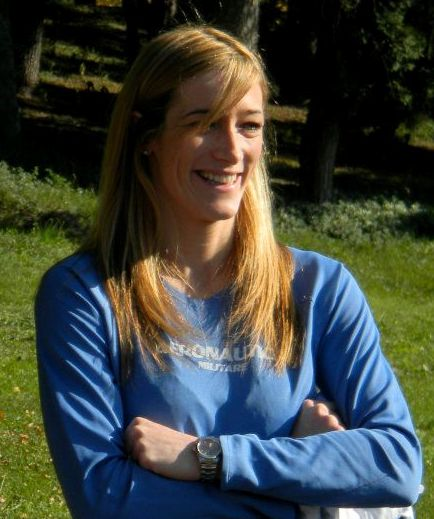
Manuela Levorato, primatista italiana dei 200 m indoor

La lista delle migliori prestazioni italiane nei 200 metri piani, aggiornata periodicamente dalla Federazione Italiana di Atletica Leggera, raccoglie i migliori risultati di tutti i tempi degli atleti italiani nella specialità dei 200 metri piani.

## Maschili outdoor
Statistiche aggiornate al 14 luglio 2024.
|     | Tempo            | Atleta               | Luogo             | Data              |
| --- | ---------------- | -------------------- | ----------------- | ----------------- |
| 1.  | 19"72 (+1,8 m/s) | Pietro Mennea        | Città del Messico | 12 settembre 1979 |
| 2.  | 20"08 (+0,8 m/s) | Fausto Desalu        | La Chaux-de-Fonds | 14 luglio 2024    |
| 3.  | 20"10 (+0,3 m/s) | Filippo Tortu        | Eugene            | 19 luglio 2022    |
| 4.  | 20"28 (+0,1 m/s) | Andrew Howe          | Grosseto          | 15 luglio 2004    |
| 5.  | 20"35 (+1,6 m/s) | Andrea Federici      | Sestriere         | 22 giugno 2024    |
| 6.  | 20"36 (-0,4 m/s) | Diego Marani         | Zurigo            | 14 agosto 2014    |
| 7.  | 20"38 (0,0 m/s)  | Pierfrancesco Pavoni | Grosseto          | 10 agosto 1987    |
| 7.  | 20"38 (+0,7 m/s) | Marco Torrieri       | Edmonton          | 8 agosto 2001     |
| 9.  | 20"40 (+0,5 m/s) | Stefano Tilli        | Cagliari          | 9 settembre 1984  |
| 10. | 20"41 (+1,8 m/s) | Antonio Infantino    | Lee Valley        | 22 maggio 2019    |

## Femminili outdoor
Statistiche aggiornate al 24 luglio 2025.
|     | Tempo            | Atleta           | Luogo           | Data             |
| --- | ---------------- | ---------------- | --------------- | ---------------- |
| 1.  | 22"56 (+1,9 m/s) | Libania Grenot   | Tampa           | 27 maggio 2016   |
| 2.  | 22"60 (+1,1 m/s) | Manuela Levorato | Siviglia        | 24 agosto 1999   |
| 3.  | 22"64 (-0,4 m/s) | Dalia Kaddari    | Tallinn         | 10 luglio 2021   |
| 4.  | 22"79 (+0,1 m/s) | Vittoria Fontana | Bochum          | 24 luglio 2025   |
| 5.  | 22"88 (0,0 m/s)  | Marisa Masullo   | Verona          | 1º giugno 1984   |
| 6.  | 22"89 (+1,4 m/s) | Gloria Hooper    | Rieti           | 26 giugno 2016   |
| 7.  | 22"96 (-1,4 m/s) | Irene Siragusa   | Taipei          | 26 agosto 2017   |
| 8.  | 22"98 (+0,8 m/s) | Vincenza Calì    | Rieti           | 7 settembre 2008 |
| 9.  | 23"06 (-0,9 m/s) | Danielle Perpoli | Bari            | 17 giugno 1997   |
| 10. | 23"09 (+2,0 m/s) | Rossella Tarolo  | Verona          | 19 giugno 1986   |
| 10. | 23"09 (+1,0 m/s) | Elisa Valensin   | Banská Bystrica | 20 luglio 2024   |

## Maschili indoor
Statistiche aggiornate al 18 febbraio 2023.
|     | Tempo | Atleta               | Luogo      | Data             |
| --- | ----- | -------------------- | ---------- | ---------------- |
| 1.  | 20"52 | Stefano Tilli        | Torino     | 21 febbraio 1985 |
| 2.  | 20"65 | Pierfrancesco Pavoni | Torino     | 12 febbraio 1987 |
| 3.  | 20"74 | Pietro Mennea        | Genova     | 13 febbraio 1983 |
| 4.  | 20"75 | Carlo Simionato      | Torino     | 3 febbraio 1985  |
| 5.  | 20"77 | Antonio Infantino    | Birmingham | 18 febbraio 2018 |
| 6.  | 20"78 | Marco Torrieri       | Genova     | 2 marzo 2003     |
| 7.  | 20"85 | Sandro Floris        | Torino     | 22 febbraio 1989 |
| 8.  | 20"87 | Alessandro Attene    | Vienna     | 1º marzo 2002    |
| 9.  | 20"90 | Stefano Dacastello   | Genova     | 2 marzo 2003     |
| 10. | 20"95 | Massimiliano Donati  | Genova     | 2 marzo 2003     |
| 10. | 20"95 | Diego Pettorossi     | Lubbock    | 18 febbraio 2023 |

## Femminili indoor
Statistiche aggiornate al 1 marzo 2025.
|     | Tempo | Atleta                | Luogo  | Data             |
| --- | ----- | --------------------- | ------ | ---------------- |
| 1.  | 23"14 | Manuela Levorato      | Genova | 2 marzo 2003     |
| 2.  | 23"24 | Virna De Angeli       | Genova | 11 febbraio 1997 |
| 3.  | 23"39 | Elisa Valensin        | Metz   | 1 marzo 2025     |
| 4.  | 23"44 | Marisa Masullo        | Torino | 10 febbraio 1988 |
| 5.  | 23"46 | Donatella Dal Bianco  | Torino | 21 febbraio 1990 |
| 6.  | 23"54 | Daniela Graglia       | Genova | 2 marzo 2003     |
| 7.  | 23"57 | Daniela Ferrian       | Liévin | 22 febbraio 1987 |
| 8.  | 23"60 | Irene Siragusa        | Ancona | 28 gennaio 2018  |
| 9.  | 23"63 | Margherita Castellani | Ancona | 9 febbraio 2025  |
| 10. | 23"75 | Giada Gallina         | Parigi | 12 marzo 1994    |